# Théâtre de Leopoldstadt

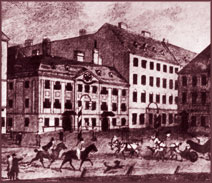
Le Théâtre de Leopoldstadt en 1835

Le Théâtre de Leopoldstadt a été créé en 1781 par Karl von Marinelli dans le quartier de la ville de Vienne (Autriche) correspondant aujourd’hui au second arrondissement. On y jouait des fééries et des pièces à machines dans le goût populaire. Les pièces d'auteurs comme Ferdinand Raimund et Johann Nestroy y ont connu leurs premières représentations. La réputation du Théâtre de Leopoldstadt fut telle que l’amiral Horatio Nelson, le philosophe Georg Wilhelm Friedrich Hegel et le poète Gérard de Nerval en furent les spectateurs lors de leurs passages respectifs à Vienne. Des difficultés financières amenèrent la vente du théâtre à l’entrepreneur de théâtre Carl Carl qui le fit raser pour construire le Carltheater ; ce dernier fut détruit durant la Seconde Guerre mondiale.